# Marco de la Cruz Bustillos
Marco Antonio De la Cruz Bustillos (Cerro de Pasco, 10 de diciembre de 1977) es un político peruano. Es el actual Alcalde Provincial de Pasco.
Nació en Cerro de Pasco, Perú, el 10 de diciembre de 1977, hijo del también político Oswaldo de la Cruz Vásquez. Cursó sus estudios primarios y secundarios en su ciudad natal. Luego tuvo estudios técnicos no concluidos de marketing en el Instituto Peruano de Marketing en el año 1995 así como estudios superiores no concluidos de derecho en la Universidad Peruana Los Andes de la ciudad de Huancayo en el año 1996.
Su primera participación política se dio en las elecciones municipales del 2002 cuando fue elegido regidor de la provincia de Pasco por el Frente Independiente Moralizador. En las elecciones del 2006 y del 2010 tentó sin suerte su elección como alcalde de esa provincia y, en las elecciones regionales del 2014 su elección como presidente del Gobierno Regional de Pasco quedando en el sexto lugar con sólo el 7.565% de los votos. En las elecciones municipales del 2018 fue elegido como alcalde de la provincia de Pasco.
En el mes de agosto del 2019, se ordenó su ubicación y captura por parte de la Policía Nacional debido a su inasistencia a las citaciones de la fiscalía en las investigaciones que se seguían en su contra por el supuesto delito de falsedad ideológica, buso de autoridad y omisión, rehusamiento o demora de actos funcionales sobre hechos irregulares en la emisión documentaria de la obra “Mejoramiento del Estadio Patarcocha.